# Histamine dihydrochloride
Histamine dihydrochloride (INN, tên thương mại Ceplene) là một loại muối của histamine được sử dụng làm thuốc để ngăn ngừa tái phát ở những bệnh nhân được chẩn đoán mắc bệnh bạch cầu tủy cấp tính (AML).
Nó cũng là một FDA chấp thuận  thành phần hoạt chất để sử dụng thuốc giảm đau tại chỗ để làm giảm tạm thời đau nhức và đau cơ bắp và các khớp liên quan với viêm khớp, đau lưng đơn giản, vết bầm tím, bong gân, và các chủng và có sẵn trong quá gì- các sản phẩm truy cập (OTC) như Giấc mơ Úc và Kem vàng.

## Sử dụng trong bệnh bạch cầu
Histamine dihydrochloride được dùng cùng với liều thấp cytokine interleukin-2 (IL-2) trong giai đoạn sau thuyên giảm của AML, tức là khi bệnh nhân đã hoàn thành hóa trị liệu ban đầu. Sự kết hợp này đã được báo cáo để giảm đáng kể nguy cơ tái phát trong AML. Hiệu quả đặc biệt rõ rệt ở những bệnh nhân trong lần thuyên giảm đầu tiên ở độ tuổi dưới 60.
Sự kết hợp của histamine dihydrochloride và interleukin-2 đã được chấp thuận sử dụng cho bệnh nhân AML trong Liên minh châu Âu vào tháng 10 năm 2008  và sẽ được công ty dược phẩm Meda của Thụy Điển bán ra thị trường tại EU. Thuốc cũng có sẵn thông qua một chương trình bệnh nhân được đặt tên ở một số quốc gia khác (không bao gồm Hoa Kỳ).

## Đề xuất cơ chế hoạt động
Histamine dihydrochloride hoạt động bằng cách cải thiện các đặc tính tăng cường miễn dịch của IL-2, và các nghiên cứu trong phòng thí nghiệm đã chỉ ra rằng sự kết hợp này có thể gây ra sự tiêu diệt tế bào bạch cầu qua trung gian miễn dịch. Việc điều trị (dưới dạng tiêm dưới da) được đưa ra trong chu kỳ 3 tuần bởi bệnh nhân tại nhà trong 18 tháng, do đó trùng với thời gian có nguy cơ tái phát cao nhất. Các tác dụng phụ bao gồm cơn bốc hỏa thoáng qua và đau đầu, trong khi IL-2 có thể gây sốt cấp thấp và viêm tại vị trí tiêm. Histamine dihydrochloride đã được phát triển bởi các nhà nghiên cứu tại Đại học Gothenburg, Thụy Điển.